# Familjefederationen för Världsfred och Enighet
Familjefederationen för Världsfred och Enighet (koreanska: 통일교회, Tongil Gyohoe) är en nyreligiös organisation som grundades den 1 maj 1954 i Seoul i Sydkorea av Sun Myung Moon. Rörelsen har tidigare kallat sig Enighetskyrkan (på engelska Unification Church). Den kallas ofta av utomstående för Moonsekten eller Tongilrörelsen. Ett annat namn som förknippas med rörelsen är The Holy Spirit Association for the Unification of World Christianity.
Moonrörelsen betraktas allmänt som en sekt, och Moon har kritiserats för att han hävdat sig vara Messias. En del av kritiken mot Moonrörelsen handlar om dess antikommunism.  

## Organisationens grundande
Sun Myung Moons mission började påskdagen 1936. Moon vill göra gällande att Jesus den dagen uppenbarat sig inför honom och övertalat honom att fortsätta den mission som hade blivit avbruten vid hans (Jesu) korsfästelse. En tid efteråt fick Moon möjlighet att studera i Japan, vilket var lättare för en korean att få tillstånd till under den tid då Korea var ockuperat av Japan (1905-1945). Under sin studietid där deltog Moon i motståndsrörelsen (mot Japans ockupation av Korea) och fick sitta i fängelse för sin politiska aktivitet. Senare återvände Moon till Nordkorea, som då styrdes av Kim Il Sung, för att ena de kristna grupperna där, varpå han dömdes till arbetsläger i tre år. Där han fick leva på en skål vatten och en skål ris varje dag. Moon frigavs då lägret blev befriat av amerikanska trupper under Koreakriget.
Moon grundade Enighetskyrkan i Busan i dagens Sydkorea 1954.

## Tro och målsättning

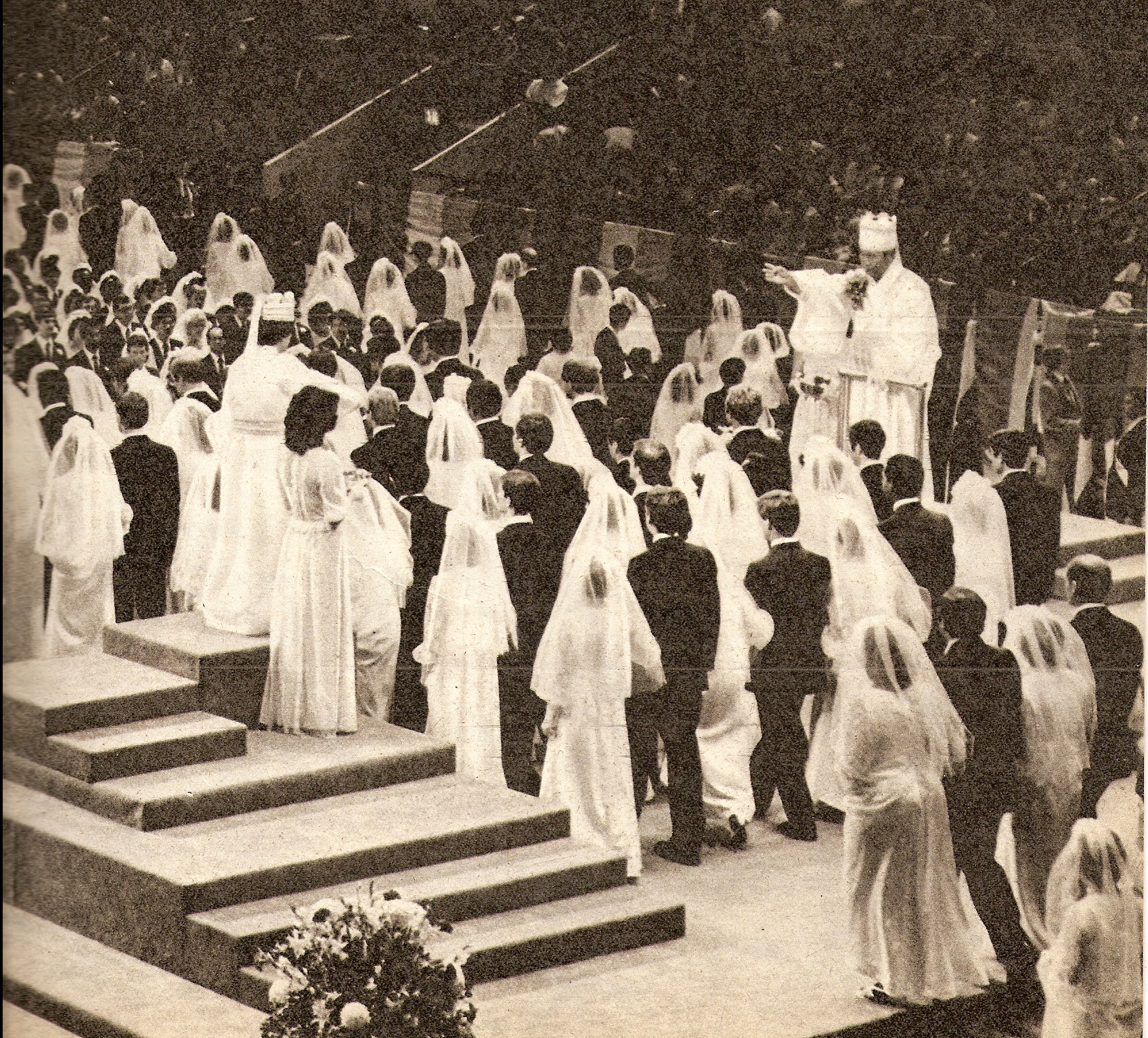
Organisationen är känd för sina massbröllop.

Enighetskyrkans trosuppfattning är nedskriven i boken De Gudomliga Principerna. Orden "gudomlig princip" är en direkt översättning av den koreanska termen Wolli, vilket bokstavligen betyder "ursprungliga principen" - "ursprunglig" i betydelsen som Guds ursprungliga plan för skapelsen.
Bortsett från det första kapitlet, skapelsens princip, vilken är fylld med österländska begrepp som yin och yang, bygger större delen av boken nästan helt på Bibeln. Texten innehåller även Konfucianska begrepp som vördnadsfullhet och familjens centrala roll.
Medan vissa anhängare talar om "Principerna", så används pluralformer normalt inte i koreanska, och det finns en känsla av att dessa principer hänger samman till en enhetlig helhet "Principen". Denna bok består av tre delar. Del 1 handlar om skapelsens ideal och Guds ursprungliga syfte med skapelsen. Del 2 handlar om Syndafallet och dess orsaker. Del 3 handlar om återupprättandet av relationen mellan Gud och mellan människor genom Guds Försyn att sända Messias som ny Adam.
- Del 1: Skapelsens syfte.
  - Gud skapade världen för att ge kärlek samt för att få tillbaka kärlek. Eftersom Gud har skapat djur (och även många växter) av både han-kön och hon-kön, innebär detta att Gud har båda dessa attribut inom sig och att han själv därför är en tvåkönad varelse i en enda odelbar enhet.
  - Allt i skapelsen växer i tre steg. Det första stadiet kan liknas vid ett frö och nästa vid ett tillväxtstadium då fröet växer upp och blir en buske. Det tredje stadiet är ett fullkomlighetsstadium som kan liknas vid att busken blir ett stort träd. Samma utveckling gäller även oss människor. Vi är först spädbarn, därefter tonåringar och blir slutligen vuxna. Även vår ande växer och ska bli fullkomlig.
- Del 2: Beskriver syndafallet och dess orsaker.
  - I Eden fanns tre varelser: Adam, Eva och Lucifer. Adam och Eva var ännu inte fullkomliga utan bara på väg att nå sin perfektion. Lucifer som var den främste av alla Ärkeänglarna greps dock av avund när han bevittnade den kärlek som Gud överöste Adam och Eva med, och då han jämförde detta med den kärlek som Gud gav honom. För att kompensera sig för den orättvisa han ansåg sig ha lidit, började han närma sig Eva, som Gud ämnat att ge som hustru åt Adam, och inledde en sexuell relation med henne. Eva insåg emellertid snart att hon hade handlat fel och förförde därför Adam varpå varvid syndafallet var ett faktum. Att äta av den förbjudna frukten innebar att ingå en sexuell förening. De första människorna gav således bort skapelsen åt Lucifer, som istället blev mänsklighetens fader. Lucifer blev då satan.
- Del 3: Behandlar hur Gud arbetat genom historien för att vinna mänskligheten tillbaka.
  - Eftersom all synd som härstammar från Eva och Adams tid på jorden helt måste utplånas, har Gud genom tidens gång gjort många personer till sina redskap. Steg för steg har Han försökt bygga upp människans andliga och tekniska kunnande. Eftersom allt inte kan ordnas på en dag, har processen tagit mycket lång tid. Vid skilda tider i historien har profeter i olika kulturer inspirerats samtidigt, för att försynen ska komma till stånd.

Jesu mission var att gottgöra människorna för Adams och Evas synd. Denna mission misslyckades delvis då ju Jesus korsfästes och därför inte hann bilda en syndfri familj och viga människor i trofasta, monogama äktenskap. Korsets väg innebar endast att mänskligheten kunde få andlig frälsning genom dopet.
Äktenskapet inom rörelsen benämns välsignelsen. Denna mission anses inte vara slutförd då en människa dör utan skall fortskrida även i den andliga världen. Gifta par ska i sin tur överta denna mission och föra vidare välsignelsen till åter nya par. Genom att skapa goda familjer som lever i Guds hägn, kan ett nytt samhälle och en ny värld etableras. Moon har ofta utfört så kallade "massbröllop" för medlemmar, där Moon beslutat vilka som skulle gifta sig med varandra.
En dag i framtiden ska alla människor bli syndfria och goda. Då ska mänskligheten kunna bygga fredsriket på jorden utan svält, hunger, krig och konflikter. Den värld vi lever i nu är på intet sätt den värld som Gud själv önskade utan blott ett resultat av Adams och Evas fall.
I och med syndafallet blev människor själviska, och de blev ondskans barn istället för Guds barn. Att förändra världen vilar på människorna själva. Detta är ingen omöjlig uppgift, men det kan bara genomföras om människorna inser att de först måste förändra sin nuvarande, destruktiva livsföring. Paradiset på jorden infinner sig inte automatiskt. Gud anses ha 95 procent, och mänskligheten 5 procent av ansvaret att ta emot Välsignelsen genom Messias, tredje Adam. Enhetskyrkan anser att mänskligheten lever i den yttersta tiden och att tiden nu är mogen för att uppnå återupprättandet av Paradiset genom den tredje Adams närvaro och genom Välsignelsen.

## Kristendom och Moonrörelsen
Det kristna världssamfundet tar avstånd från Moonrörelsen.
Moonrörelsen tar också avstånd från kristendomen bland annat på grund av skillnader i synen på uppståndelsen där Moonrörelsen anser att förlåtelsen ska gälla för hela mänskligheten och att även Satan ska bli förlåten.

## Kritik
Moonrörelsen kallas ofta en sekt, och Moon har kritiserats för att han hävdar sig själv vara Messias. En del av kritiken mot Moonrörelsen handlar om dess antikommunism. Moonrörelsen har ända sedan sekten startades verkat mot kommunismen men har därjämte varit inblandad i vapentillverkning i Korea på 60-talet
Moon och hans rörelse har också anklagats för antisemitism. Moon har till exempel gjort uttalandet  som hävdar att förintelsen hade sin grund i att judarna korsfäste Jesus. Moonkyrkans anhängare förklarar att detta är en feltolkning, och att kyrkans medlemmar är en blandning av personer med kristen, muslimsk och judisk bakgrund. År 1976 hade Moon annonser införda i tidningar, annonser som fördömde antisemitism.
Mordet på den japanska politikern Shinzo Abe uppgavs av gärningsmannen egentligen vara ett attantet riktat mot Moon-rörelsen på grund av samfundets inflytande över japansk politik.